# Fredrik VI av Danmark
Fredrik VI, da. Frederik 6., född 28 januari 1768, död 3 december 1839, var kung av Danmark 1808–1839 och av Norge 1808–1814. Innan han blev kung var han även kronprinsregent av Danmark-Norge från 1784 till 1808.
Han var ende son till kung Kristian VII och drottning Caroline Mathilde av Danmark och Norge. Han växte upp vid det danska hovet under de kaotiska åren, där förhållandena präglades av Kristian VII:s psykiska ohälsa och de intriger och maktkamper som följde. 1784 tog han själv makten och styrde sedan Danmark-Norge som kronprinsregent fram till han själv övertog tronen vid faderns död 1808.
De första åren, under vilka Andreas Peter Bernstorff var kronprinsens förnämste rådgivare, genomfördes flera reformer av stor vikt. Danmarks utrikespolitik var fredlig, och medan det övriga Europa var upptaget av strider mot franska revolutionen, blomstrade Danmarks handel och sjöfart mer än någonsin förr. Han försökte förgäves hålla Danmark utanför Napoleonkrigen, men misslyckades och efter Napoleons fall fick Danmark 1814 avstå Norge till Sverige.
I slutet av sin regeringstid övergav Fredrik VI sina liberala idéer och regerade på ett auktoritärt och reaktionärt sätt. Censur och undertryckande av all opposition samt ett dåligt tillstånd i den danska ekonomin förmörkade denna period av hans regeringstid.
Frederik VI var gift med sin kusin Maria Sofia Fredrika av Hessen-Kassel. Eftersom han inte hade några manliga arvingar vid sin död, efterträddes han som kung av sin kusin, Kristian VIII.

## Uppväxt

### Födelse och familjebakgrund

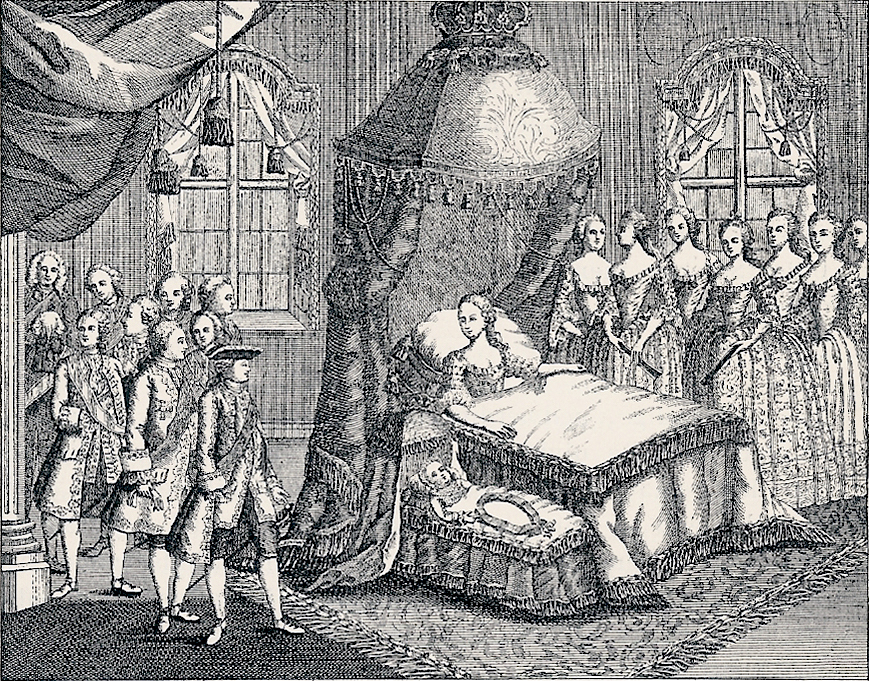
Fredriks födelse på Christiansborgs slott i Köpenhamn.

Kronprins Fredrik föddes mellan 10 och 11 på kvällen den 28 januari 1768 på Christiansborgs slott, danska kungahusets huvudresidens på ön Slotsholmen i centrala Köpenhamn. Han var första barnet och ende son till kung Kristian VII och drottning Caroline Mathilde av Danmark och Norge. Han föddes 15 månader efter föräldrarnas bröllop, dagen före sin fars 19-årsdag, och medan hans mor bara var 16 år gammal. Hans far hade varit kung i två år när Fredrik föddes, och som den regerande kungens äldste son var Frederik kronprins från födseln och ersätter därmed sin fars yngre halvbror, arvprins Fredrik av Danmark, i rollen som tronföljare.
Den nyfödde prinsen fick sitt namn efter sin bortgångne farfar och döptes med namnet Fredrik redan två dagar senare, den 30 januari, av Själlands biskop Ludvig Harboe. Hans gudföräldrar var hans far kung Kristian VII, hans fars styvmor änkedrottning Juliane Marie och hans fars halvbror arvprins Frederik.

### Barndom och utbildning

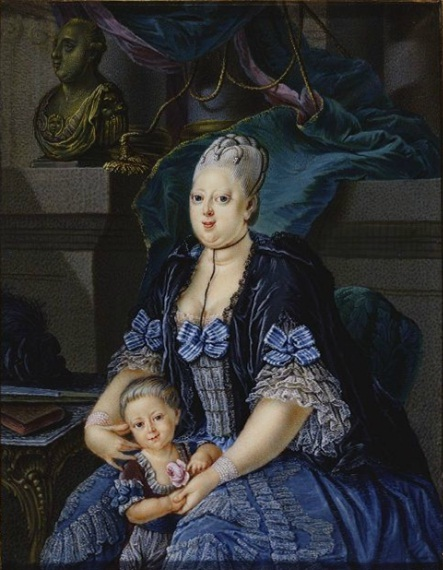
Kronprins Frederik med sin mor drottning Caroline Mathilde. Akvarell på elfenben av Carl Daniel Voigts (1773).

Förhållandena vid det danska hovet under kronprinsens uppväxt präglades av Kristian VII:s psykiska ohälsa och de intriger och maktkamper som följde. Fredrik var endast fyra år gammal, när hans mor drottning Caroline Mathilde förvisades ur landet, och hans barndom förflöt glädjelöst under den hårda och förödmjukande behandling han fick av faderns styvmor, änkedrottningen Juliana Maria och hennes son, arvprinsen Fredrik. Fredrik VI bedömdes inte vara särskilt begåvad och fick inte heller någon bra utbildning, men hans kammarjunkare Johan von Bülow visade honom uppriktig vänskap och vann hans förtroende.

## Kronprinsregent

### Maktövertagandet
Redan 1782 hade Fredrik VI satt sig i förbindelse med den två år tidigare avskedade ministern Andreas Peter Bernstorff, och senare ingick han en sammansvärjning även med andra missnöjda. Då han efter sin konfirmation fick säte i statsrådet (14 april 1784), blev han i och med detta i stånd att ta makten i sin sinnessvage fars namn samt avlägsna änkedrottningen från styrelsen och avskeda Guldbergs ministär.

### Familjeförhållanden

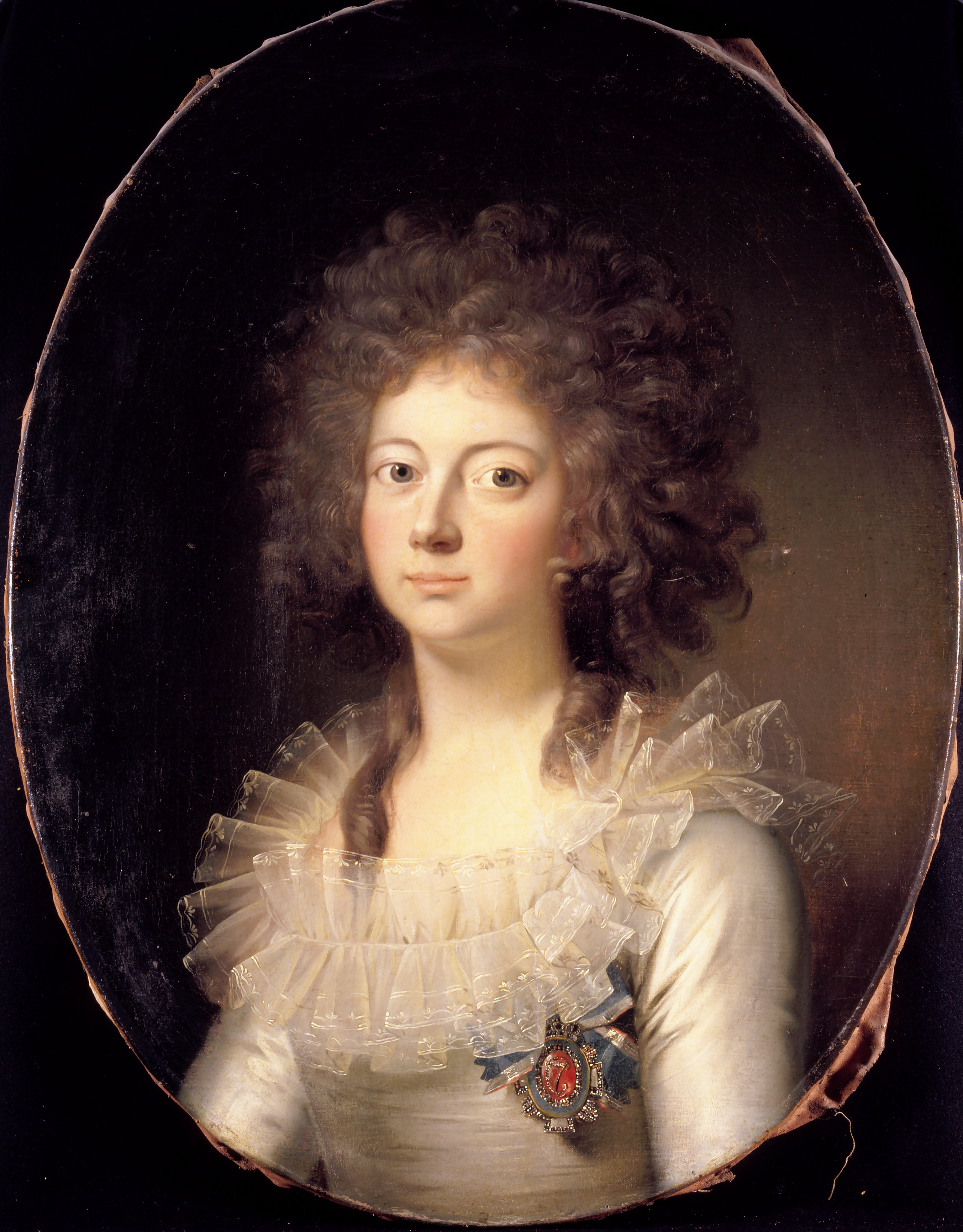
Maria Sofia Fredrika av Hessen-Kassel

Fredrik VI förmäldes 1790 med sin kusin Maria Sofia Fredrika av Hessen-Kassel, (d. 1852) och hade med henne åtta barn, av vilka endast två döttrar nådde vuxen ålder: Caroline av Danmark, gift med Fredrik Ferdinand av Danmark och Vilhelmina av Danmark i första äktenskapet gift med kung Fredrik VII av Danmark, (skilda 1837) , därefter med sin kusin hertig Karl av Glücksburg. 
År 1808 knöt han dessutom en förbindelse med en kvinna av folket, som fick namnet Frederikke Dannemand (1790–1862) och hade fem barn med henne.

### De första åren som regent
De första tretton åren, under vilka Andreas Peter Bernstorff var kungens förnämste rådgivare, var en av de lyckligaste perioderna i Danmarks historia. Då genomfördes bondeståndets frigörelse, genom "stavnsbaandets" upphävande (1788, fullständigt först 1 januari 1800), hoveriets reglerande och bättre bestämmelser om förhållandet mellan godsägare och fästebönder. Fredrik VI visade personligen stor iver för främjandet av denna sak och lät inte skrämma sig, när 102 godsägare i Jylland 1790 anhöll om återkallandet av de gjorda förändringarna.
Dessutom genomfördes flera andra reformer av stor vikt: förbudet mot spannmålsutförsel upphävdes, handeln på Island och Finnmarken frigavs, en friare tullagstiftning än något annat europeiskt land då kunde uppvisa infördes 1797, slavhandeln förbjöds 1792 (dock först från och med år 1803), pressen befriades från polismyndighetens godtycke 1790, och rättsväsendet förbättrades genom upprättande av förlikningskommissioner (1795) samt genom förträffliga regler "om rettens vedbörlige og hurtige pleje" (1796). Danmarks utrikespolitik var fredlig, med undantag av kriget med Sverige 1788, vilket framkallats av förbundet med Ryssland och hejdades genom engelsk påtryckning. Medan det övriga Europa var upptaget av strider mot franska revolutionen, blomstrade Danmarks handel och sjöfart mer än någonsin förr, till följd av den neutralitet som Bernstorff starkt hävdade, bland annat genom ett särskilt förbund med Sverige 1794.

## Fredrik under Napoleonkrigen
Bernstorfs död (1797) blev en vändpunkt i Fredriks regering, i det att han – som redan 1793 avlägsnat Bülow för att frigöra sig från dennes allvarliga råd – nu fick växande lust och själv tillit att utöva envåldsmakten trots att han saknade den därtill nödvändiga begåvningen och överblicken. För att trygga handelsfartygen, närmast mot franska kapare, började Danmark utsända konvojerande krigsskepp, men detta upptogs illa av England, och efter en blodig sammanstötning mellan de två rikenas örlogsfartyg avslöts augusti 1800 ett avtal, varigenom Danmark lovade att upphöra med konvojeringen. Inte desto mindre lät Fredrik VI, som september 1799 under rysk påtryckning inskränkt tryckfriheten förmå sig att i december 1800 sluta ett väpnat neutralitetsförbund med de tre andra östersjömakterna. Han ådrog därigenom Danmark angreppet av en engelsk flotta och sjöslaget på Köpenhamns redd, 2 april 1801, varvid Fredriks självrådiga inblandning gav Nelson större fördelar, än han annars skulle ha vunnit.
Oaktat den då erhållna varningen och oaktat Ryssland lämnade Danmark i sticket, fortfor Fredrik VI dock under de följande sex åren att intaga en tvetydig hållning mellan de två kämpande stormakterna England och Frankrike samt ådrog sig bådas misstankar och ovilja. Han höll sedan 1803 en stor truppstyrka i Holstein för att hävda rikets neutralitet mot franska hären i Nord-Tyskland, men för att inte stöta England fick flottan ligga orustad. Faktiskt var Fredrik VI som utpräglad legitimist ovänligt stämd mot Napoleon, men hans ministrar, särskilt Christian Bernstorff, var avgjort engelsksinnade, och man önskade att till det sista förhala det slutliga avgörandet. 1807 bröt stormen ut över landet. När England efter freden i Tilsit fruktade, att Napoleon med våld skulle göra sig till herre över danska flottan, fordrade det, att Danmark skulle lämna sin flotta i pant till krigets slut, varemot det till gengäld lovade att garantera Danmark alla dess besittningar.
Trots att Fredrik VI från flera håll fått varningar om den hotande faran, vidtogs inga åtgärder för att sätta landet i försvarstillstånd, och trots att engelska flottan och landstigningshären var så stora, att allt motstånd emot ett plötsligt angrepp syntes omöjligt, avslog Fredrik VI dock Englands fordran, då han kände sig kränkt i sin ära genom engelska sändebudets brutala uppträdande. Själv flydde han från huvudstaden med sin fader till Holstein, överlämnande åt andra ansvaret för det avgörande, som det ålåg just honom att träffa. Efter fyra dagars (2–5 september) ödeläggande bombardemang måste Köpenhamn kapitulera och flottan utlämnas.
Ånyo erbjöd England neutralitet eller förbund med full ersättning för flottan och landutvidgning i norra Tyskland, men fastän Fredrik under tiden fått veta, att även Napoleon skulle ha bekrigat Danmark för att vinna flottan, var han dock alltför upprörd över Englands beteende för att låta förnuftet råda, utan förklarade England krig och bragte därigenom över landet nya olyckor, framför allt tillintetgörelse av dess handel och välstånd, utan att vinna det minsta på förbundet med Frankrike.

### Krig mot Sverige
Såsom Rysslands bundsförvant förklarade Fredrik våren 1808 krig även mot Sverige och underlättade därigenom den ryska erövringen av Finland, samtidigt som han själv närde planer på att återerövra södra Sverige. Den möjlighet, som 1809 öppnade sig för honom att bli vald till svensk tronföljare, förspillde han genom att hånfullt kalla svenskarna "insurgenter", därför att de avsatt Gustav IV Adolf, samt genom sin vägran att åt Norge och Danmark ge en fri författning, vilken för Sverige kunde vara en borgen mot hans envåldslystnad.
Efter svenske kronprinsen Karl Augusts död försökte Fredrik VI återigen bli vald, men då var det för sent, i synnerhet som Napoleon, fastän han önskade Fredrik vald, av hänsyn till Ryssland ej öppet ville stödja honom. Valet föll i stället på den franske marskalken Bernadotte, och dennes av Ryssland gynnade planer på att som ersättning för förlusten av Finland åt Sverige erövra Norge, vilket vållade Danmark nya olyckor.

### Förlusten av Norge
För att avvärja förlusten av Norge tillrådde Fredrik VI:s ministrar och tronföljaren Kristian Fredrik att söka fred med England, men i sin kortsynthet och styvsinthet dröjde Fredrik därmed så länge, att Sverige hann tillträda koalitionen mot Frankrike och därigenom vinna även Englands anslutning till planerna på Norge. Fredrik VI:s tidigare ovilja mot Napoleon hade nämligen förbytts till blind beundran och tillit till kejsarens lycka; han höll därför troget fast vid förbundet med honom till och med efter dennes nederlag vid Leipzig (oktober 1813). Kort därefter inryckte en svensk-rysk-tysk här i Holstein, och utan att våga någon avgörande strid avstod Fredrik VI genom freden i Kiel (14 januari 1814) Norge. Det enda vederlag han sedan fick var hertigdömet Sachsen-Lauenburg.

## Fredriks regering efter tronbestigningen
Fredriks ledning av utrikesärendena var sålunda mycket olycklig, och hans inre styrelse saknade inte heller grova fel. Ända sedan han i mars 1808 bestigit tronen, utvecklades en ren kabinettsregering, i det att han mer och mer sköt ministrarna och kollegierna åt sidan och föredrog att styra genom sina adjutanter, vilka varken visade duglighet eller hederlighet, mitt under krigets olyckor förde ett slösaktigt liv och gav konungen smak för råa och simpla nöjen. Parader och truppexercis var hans största glädje, och medan han fördjupade sig i förvaltningens många enskildheter, miste han alldeles överblicken över det hela.
Visserligen genomfördes flera viktiga reformer, såsom införande av ordnad fattigvård (1799–1803), avskaffandet av värvning av främmande soldater (1802), livegenskapens upphävande i Holstein och södra Slesvig (1804), grundläggningen av universitetet i Kristiania (1811), vartill 1814 kom nyorganisation av folkskoleväsendet, judarnas likställande med andra medborgare (inlett 1788) samt 1818 grundläggningen av nationalbanken.
Men även om han 1806 efter tyska rikets upphörande hade med danska staten införlivat Holstein samt hyste planer på att där införa dansk tronföljd och lagstiftning samt krav på kunskap i danska språket, så kunde han inte övervinna sina tyska ämbetsmäns motstånd och ge danska språket tillräckligt skydd i norra och mellersta Slesvig. Det dröjde länge, innan krigets följder utplånades, efter det allmänna välståndet vid tiden omkring 1800 följde en period av svårt ekonomiskt tryck. Fredriks milda regering, outtröttliga verksamhet och uppriktiga nit för folkets väl gjorde så småningom att de många olyckorna och missgreppen föll i glömska, och han återvann folkets kärlek.

## Reformpolitik och död
Under intrycket av julirevolutionen (1830) tillkännagav Fredrik VI 1831, att han tänkte införa rådgivande provinsialständer. Samtidigt med förordningen om dessas införande (1834) upprättades för Slesvig och Holstein en gemensam regering och högsta domstol, varvid monarkins tudelning och slesvig-holsteinismen framträder. Hur litet Fredrik VI i verkligheten kunde förlika sig med politisk frihet, visade sig 1835 i hans svar på en adress, vari man anhöll, att han ej skulle inskränka tryckfriheten: "Vi ensamma kunna bedöma vad som är statens och folkets sanna gagn och bästa". 
Landets sorg var dock allmän, när Fredrik dog, 3 december 1839, efter att ha styrt landet mer än 55 år, längre än någon annan dansk konung.

## Eftermäle
År 1845 restes en minnesstod åt honom vid Skanderborg och 1858 en bronsstaty i Frederiksbergs slottspark.

## Bild

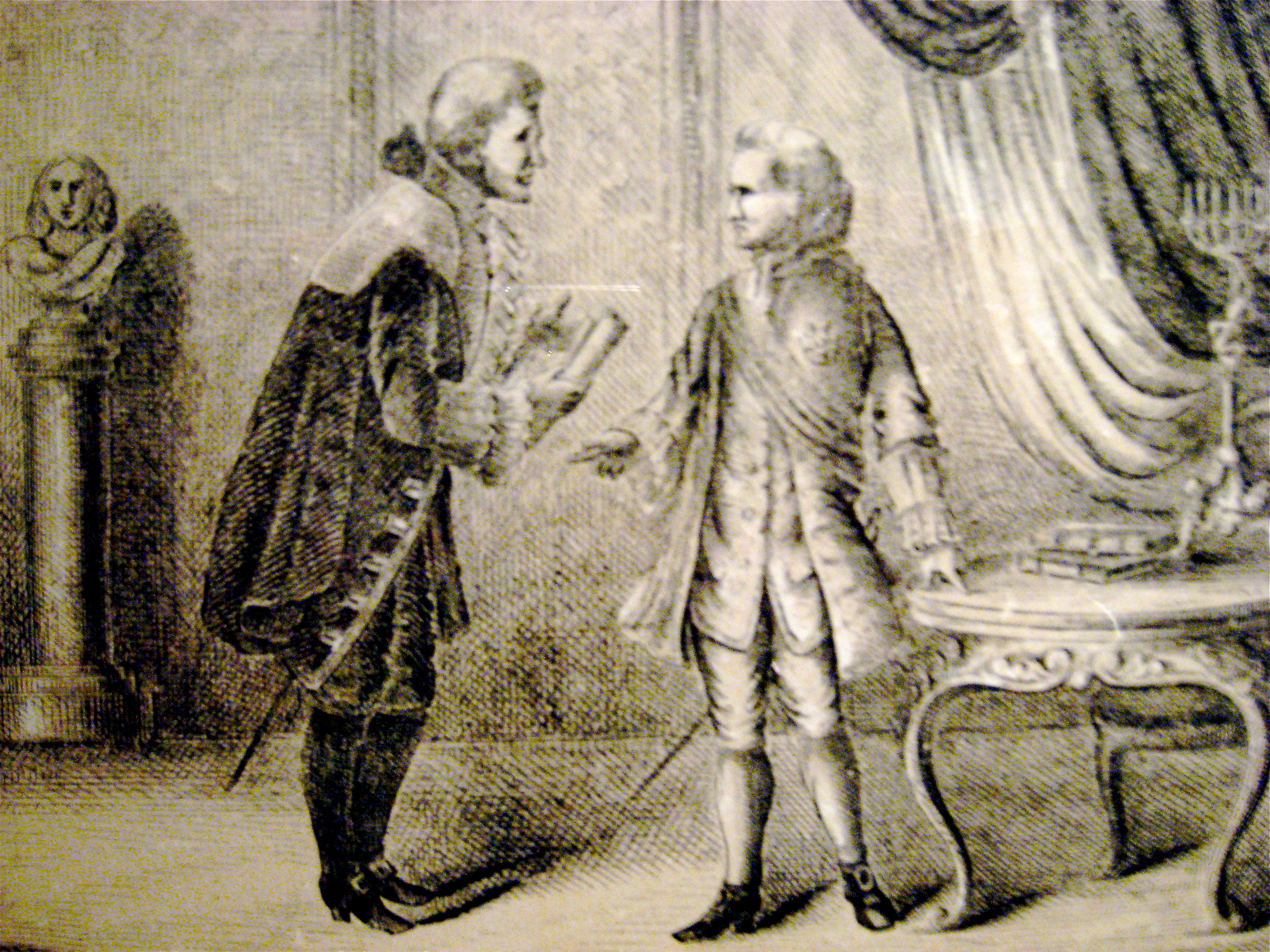
Bernstorff och Fredrik, 1800
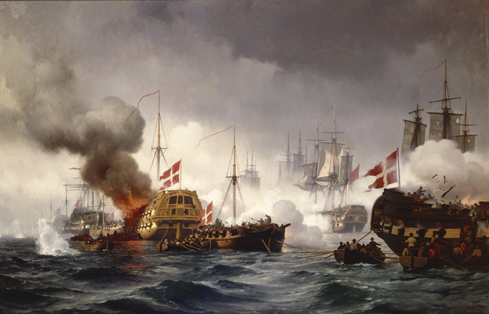
Slaget vid Köpenhamn, 1801.
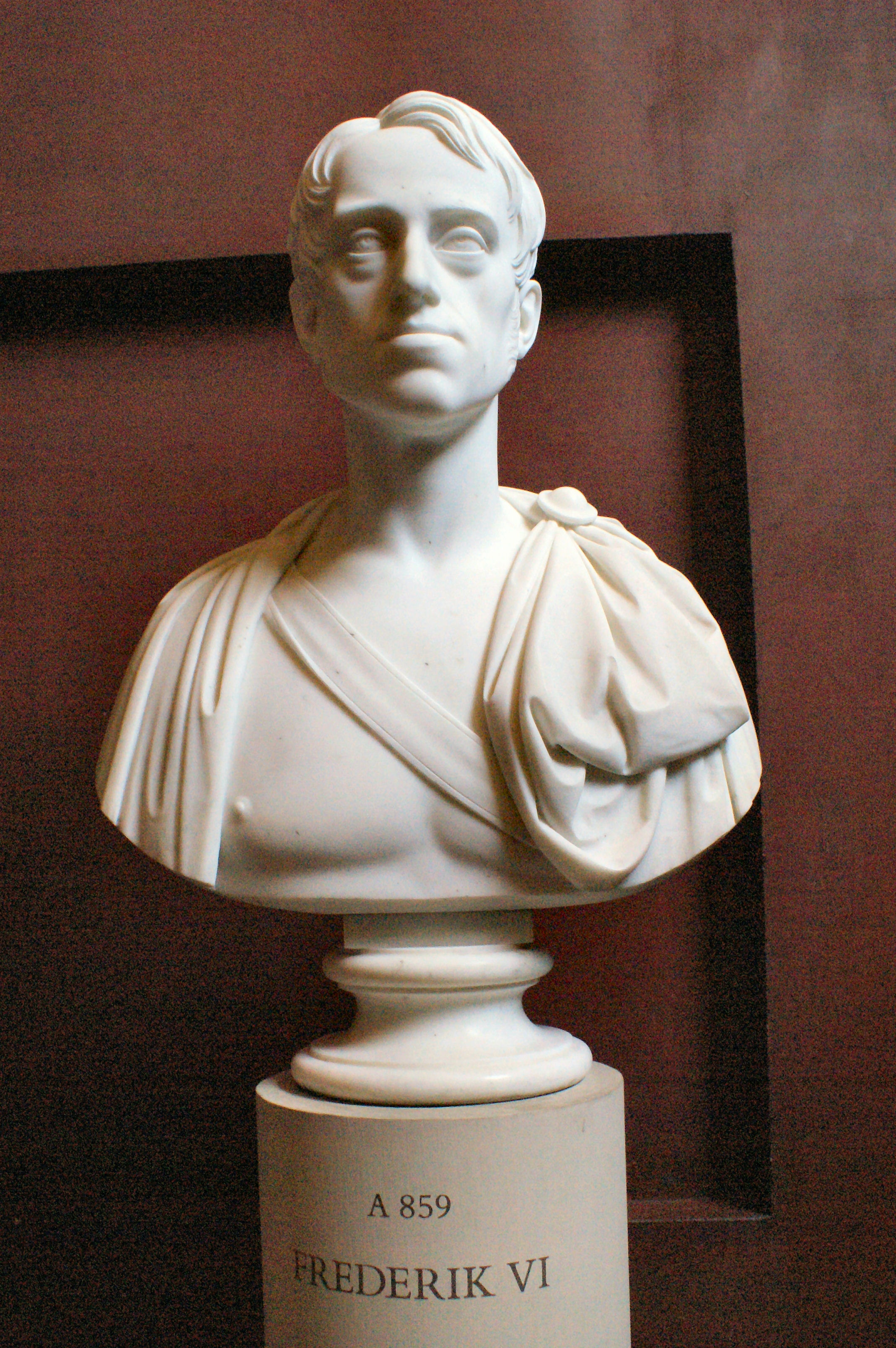
Fredrik VI, byst av Bertel Thorvaldsen.

## Antavla
|                          |  |  |  |  |  |  |  |                                        |  |  |  |  |  |  |  |                             |  |  |  |  |  |  |  | 8. Kristian VI av Danmark                  |
|                          |  |  |  |  |  |  |  |                                        |  |  |  |  |  |  |  |                             |  |  |  |  |  |  |  |                                            |
|                          |  |  |  |  |  |  |  |                                        |  |  |  |  |  |  |  | 4. Fredrik V av Danmark     |  |  |  |  |  |  |  |                                            |
|                          |  |  |  |  |  |  |  |                                        |  |  |  |  |  |  |  |                             |  |  |  |  |  |  |  |                                            |
|                          |  |  |  |  |  |  |  |                                        |  |  |  |  |  |  |  |                             |  |  |  |  |  |  |  | 9. Sofia Magdalena av Brandenburg-Kulmbach |
|                          |  |  |  |  |  |  |  |                                        |  |  |  |  |  |  |  |                             |  |  |  |  |  |  |  |                                            |
|                          |  |  |  |  |  |  |  | 2. Kristian VII av Danmark             |  |  |  |  |  |  |  |                             |  |  |  |  |  |  |  |                                            |
|                          |  |  |  |  |  |  |  |                                        |  |  |  |  |  |  |  |                             |  |  |  |  |  |  |  |                                            |
|                          |  |  |  |  |  |  |  |                                        |  |  |  |  |  |  |  |                             |  |  |  |  |  |  |  | 10. Georg II av Storbritannien (även 12.)  |
|                          |  |  |  |  |  |  |  |                                        |  |  |  |  |  |  |  |                             |  |  |  |  |  |  |  |                                            |
|                          |  |  |  |  |  |  |  |                                        |  |  |  |  |  |  |  | 5. Louise av Storbritannien |  |  |  |  |  |  |  |                                            |
|                          |  |  |  |  |  |  |  |                                        |  |  |  |  |  |  |  |                             |  |  |  |  |  |  |  |                                            |
|                          |  |  |  |  |  |  |  |                                        |  |  |  |  |  |  |  |                             |  |  |  |  |  |  |  | 11. Caroline av Ansbach (även 13.)         |
|                          |  |  |  |  |  |  |  |                                        |  |  |  |  |  |  |  |                             |  |  |  |  |  |  |  |                                            |
| 1. Fredrik VI av Danmark |  |  |  |  |  |  |  |                                        |  |  |  |  |  |  |  |                             |  |  |  |  |  |  |  |                                            |
|                          |  |  |  |  |  |  |  |                                        |  |  |  |  |  |  |  |                             |  |  |  |  |  |  |  | 12. Samma som 10.                          |
|                          |  |  |  |  |  |  |  |                                        |  |  |  |  |  |  |  |                             |  |  |  |  |  |  |  |                                            |
|                          |  |  |  |  |  |  |  |                                        |  |  |  |  |  |  |  | 6. Fredrik, prins av Wales  |  |  |  |  |  |  |  |                                            |
|                          |  |  |  |  |  |  |  |                                        |  |  |  |  |  |  |  |                             |  |  |  |  |  |  |  |                                            |
|                          |  |  |  |  |  |  |  |                                        |  |  |  |  |  |  |  |                             |  |  |  |  |  |  |  | 13. Samma som 11.                          |
|                          |  |  |  |  |  |  |  |                                        |  |  |  |  |  |  |  |                             |  |  |  |  |  |  |  |                                            |
|                          |  |  |  |  |  |  |  | 3. Caroline Mathilde av Storbritannien |  |  |  |  |  |  |  |                             |  |  |  |  |  |  |  |                                            |
|                          |  |  |  |  |  |  |  |                                        |  |  |  |  |  |  |  |                             |  |  |  |  |  |  |  |                                            |
|                          |  |  |  |  |  |  |  |                                        |  |  |  |  |  |  |  |                             |  |  |  |  |  |  |  | 14. Fredrik II av Sachsen-Gotha-Altenburg  |
|                          |  |  |  |  |  |  |  |                                        |  |  |  |  |  |  |  |                             |  |  |  |  |  |  |  |                                            |
|                          |  |  |  |  |  |  |  |                                        |  |  |  |  |  |  |  | 7. Augusta av Sachsen-Gotha |  |  |  |  |  |  |  |                                            |
|                          |  |  |  |  |  |  |  |                                        |  |  |  |  |  |  |  |                             |  |  |  |  |  |  |  |                                            |
|                          |  |  |  |  |  |  |  |                                        |  |  |  |  |  |  |  |                             |  |  |  |  |  |  |  | 15. Magdalena Augusta av Anhalt-Zerbst     |
|                          |  |  |  |  |  |  |  |                                        |  |  |  |  |  |  |  |                             |  |  |  |  |  |  |  |                                            |